# TVUプレーヤー
TVUプレーヤーとは、インターネット上でP2P技術を用いて配信されているテレビ放送を受信するソフトウエア（P2Pテレビ）。
アメリカ（開発当時は中国）のTVU networks社が開発して、無償で公開していた。
現在は、公開・サービスを停止している。
TV番組の再配信を行うものであったため非常に違法性が高い。また、一部では、”テレビ版ナップスター”と呼ばれていた。
現在はTVUNetworks社は、モバイル回線を使って映像伝送を行う製品を開発・販売している。

## 視聴可能な主な放送
次のような放送が中継されているが、常に中継が行われているとは限らない。

### 中国
- CCTV-1, CCTV-2

### 台湾
- TVBS
- 中天テレビ
- 非凡新聞

### アメリカ合衆国
- CBS
- FOXニュース
- NASA TV

### フランス
- France 24